# Teriieroo a Teriierooiterai
Teriieroo a Teriierooiterai, né le 31 octobre 1875 à Punaauia et mort le 20 août 1952 à Papenoo, est un résistant français, Compagnon de la Libération.

## Biographie
Teriieroo a Teriierooiterai naquit le 31 octobre 1875 à Punaauia sur l'île de Tahiti. Il est le descendant des chefs coutumiers de Polynésie.
Après des études à Papeete, il devient postier, puis instituteur.
En 1900, le gouverneur général de la Polynésie française, Édouard Petit, le nomme chef du district de Papenoo à Tahiti. Teriieroo restera chef de district toute sa vie. Il sera même un des rares Polynésiens élu lors d'élections locales.
Il prend une part très active au ralliement des Établissements Français d'Océanie à la France Libre. Du 4 au 12 septembre 1940, après l'éviction du gouverneur Chastenet de Géry, un gouvernement provisoire est formé dont les membres sont Édouard Ahnne, Georges Bambridge, Georges Lagarde et Émile Martin. Teriieroo a Teriierooiterai est fait Compagnon de la Libération le 28 mai 1943 par le général de Gaulle.
En 1947, il démissionne de sa fonction de chef de district pour raison de santé.
Teriieroo a Teriierooiterai meurt le 20 août 1952 dans sa commune de Papenoo. Il était officier de la Légion d'honneur, ainsi que Compagnon de la Libération. 
Le patrouilleur Outre-mer Teriieroo a Teriierooiterai lancé en 2022 et basé à Papeete en 2024 est nommé en son honneur.

## Décorations
- Officier de la Légion d'honneur
- Compagnon de la Libération par décret du 28 mai 1943[2],[3]
- Chevalier de l'ordre du Mérite agricole
- Chevalier de l'Ordre de l'Étoile noire